# Bokima
Bokima (ucraniano: Бокі́йма) es un municipio rural y pueblo de Ucrania, perteneciente al raión de Dubno en la óblast de Rivne.
En 2018, el municipio tenía una población de 5578 habitantes, de los cuales unos mil cuatrocientos vivían en la capital municipal homónima y el resto repartidos en 13 pedanías. El municipio se fundó en 2016 mediante la fusión de los hasta entonces consejos rurales de Bokima, Vínytsia, Vovnychi, Smordvá y Jórupan. Además de estos cinco pueblos, pertenecen al actual municipio otros nueve: Arshychyn, Báboloky, Holóvchytsi, Klyn, Kozýrshchina, Krasne, Miatyn, Pekáliv y Rúdlyve.
Se conoce la existencia del pueblo en documentos desde 1545. Su topónimo, que hasta 1972 era "Bokuima" (Бокуйма), tiene su origen en la familia noble Bokuyemski, propietarios del pueblo cuando pertenecía a la República de las Dos Naciones. Antes de la fundación del actual municipio en 2016, el consejo rural de Bokima, que pertenecía al raión de Mlýniv, únicamente incluía como pedanía a Kozýrshchina.
El pueblo se ubica sobre la carretera T1806, a medio camino entre Demýdivka y Mlýniv.